# Bo Gustafsson
För andra betydelser, se Bo Gustavsson.
Bo Henning Gustafsson, född 29 september 1954 i Skee församling, Göteborgs och Bohus län, är en svensk före detta friidrottare som tävlar i gång. Bo Gustafsson har varit särskilt framgångsrik på distansen 50 km, där han under 1980-talet tillhörde den yppersta världseliten i grenen.
Vid EM i Aten 1982 blev Gustafsson bronsmedaljör i gång 50 km och vid OS i Los Angeles 1984 blev han silvermedaljör på distansen. Bo Gustafsson innehar det svenska rekordet för gång 50 km med tiden 3:44.49 timmar, satt under OS i Seoul 1988. Han har erövrat 27 SM-titlar i gång och tävlar 2006 ännu som veteran i sporten. Bo Gustafsson har också varit ordförande i Svenska Gång- och Vandrarförbundet och innehar förbundets hederstecken för aktiva. Bo Gustafsson har bland annat representerat följande idrottsföreningar: IFK Göteborg, Enhörna IF, Älvdalens IF och GK Steget.